# Râul Chendreș
Râul Chendreș este un curs de apă, afluent al râului Olt. 